# ダニエル・ファルケ
ダニエル・ファルケ（Daniel Farke, 1976年10月30日 - ）は、ドイツの元サッカー選手、サッカー指導者。現役時代のポジションはフォワード。
選手としてのキャリアの大部分をドイツのリップシュタットで過ごし、指導者として最初に携わったクラブもリップシュタットであった。2023年7月よりリーズ・ユナイテッドの監督を務める。

## 経歴

### 選手
地元のクラブであるSVシュタインハウズンでキャリアをスタートさせ、選手生活の大半を3度在籍したリップシュタットで過ごした。キャリアを通じて、ドイツ国内の下部リーグでプレイした。
ファルケは自身について「得点の取り方を知っていたが、おそらく西ヨーロッパ全体で最も足の遅いストライカー」であったと語っている。

### 指導者

#### 初期
選手として長く所属したリップシュタットで指導者の道を歩み始めた。6シーズン指揮を執り、クラブを6部から4部へと引き上げ、ファルケが率いたこの期間はリップシュタットにとって最も成功した時代と考えられている。6シーズン率いた後に退任し、1年ほど休暇を取る予定であったが、ボルシア・ドルトムントのリザーヴチームの指揮を執るオファーがあり、これを受諾した。2シーズン監督を務めたが、ドルトムントと新たな契約の合意には至らなかった。

#### ノリッジ・シティ
2017年5月25日、2年契約でイングランド・EFLチャンピオンシップのノリッジ・シティの監督に就任。ノリッジ・シティでの初采配となったアウェイのフラム戦はネルソン・オリヴェイラのゴールで引き分けに持ち込み、ホームのキャロウ・ロードでの初戦となったEFLカップのスウィンドン・タウン戦は3-2で勝利した。15勝15分け16敗、リーグ14位でチャンピオンシップでの最初のシーズンを終えた。

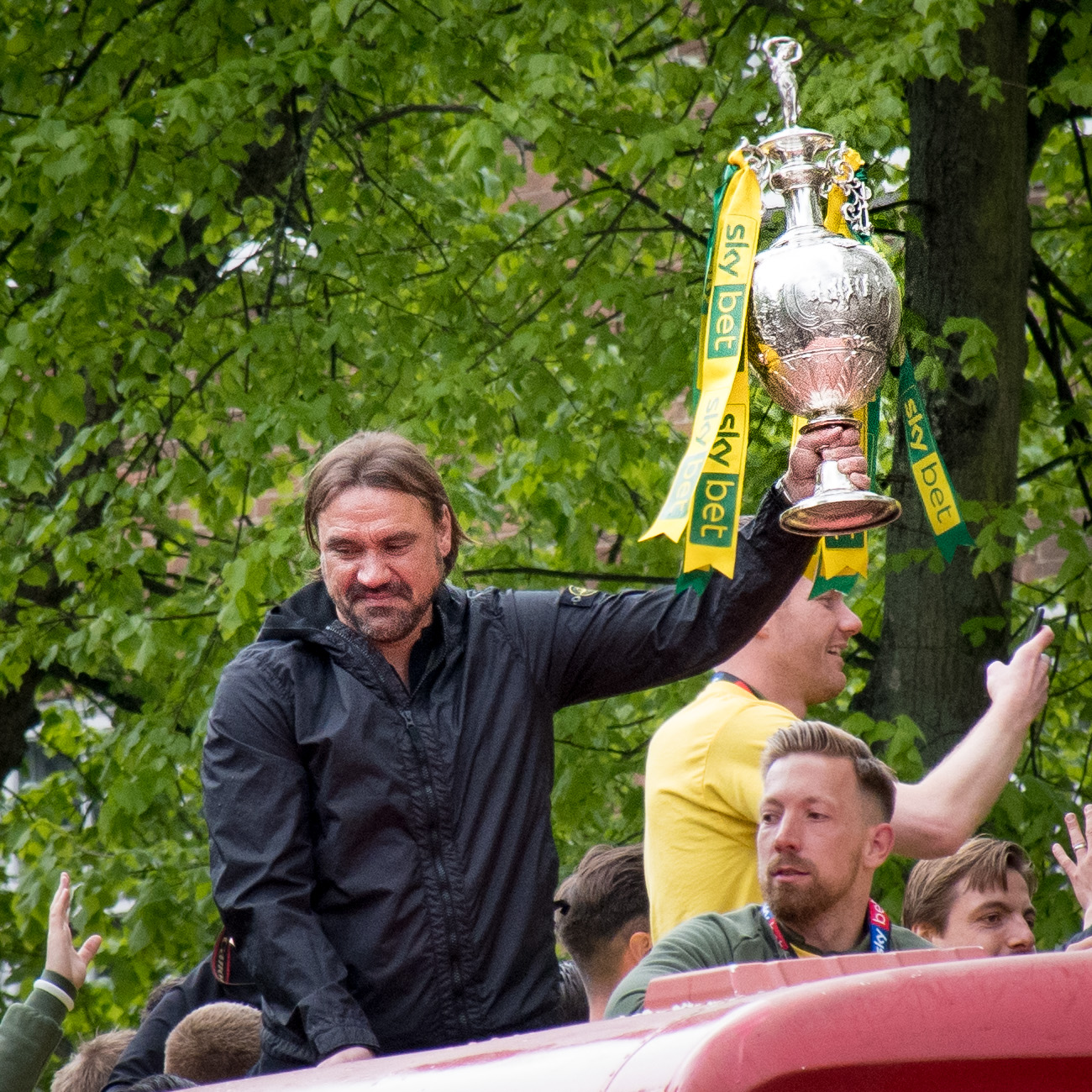
チャンピオンシップ優勝パレードでのファルケ（2019年）

翌シーズン、ノリッジ・シティはチャンピオンシップで優勝し、プレミアリーグへ昇格。このシーズン、11月度の月間最優秀監督に選出され、2019年3月には3年の契約延長に合意し、2022年6月まで指揮を執ることとなった。リーグ第45節の勝利で昇格を確定させ、最終戦の勝利でリーグ優勝を確定させた。
2020年7月12日、ノリッジ・シティはウェストハム・ユナイテッドに0-4で敗れ、1シーズンのみでチャンピオンシップへの降格が決まった。しかし翌シーズン、クラブ記録となる勝ち点97でチャンピオンシップを制し、再びプレミアリーグへと返り咲いた。ファルケはチャンピオンシップのシーズン最優秀監督に選出された。2021年7月21日、クラブと新たに4年契約を交わした。
2021年9月、ノリッジ・シティは（2019-20シーズンからの通算で）プレミアリーグ15連敗を喫し、同リーグの最長連敗記録を更新した（さらに16連敗まで伸ばした）。11月6日、アウェイのブレントフォード戦に2-1でシーズン初勝利を挙げた試合後に解任された。

#### クラノスダール
2022年1月13日、ロシアのクラスノダールは2年半の契約でファルケが監督に就任したことを発表した。しかしロシアによるウクライナ侵略の影響を受け、3月2日、双方の合意に基づき契約を解消し、他のコーチングスタッフとともにクラブを去ることとなった。冬の中断期間、およびクラスノダール国際空港が軍事利用されたことにより、就任中に試合は行われなかった。

#### ボルシア・メンヒェングラートバッハ
2022年6月4日、ドイツに戻り、3年契約でボルシア・メンヒェングラートバッハの監督に就任した。初陣はDFBポカール1回戦、アマチュアクラブを相手に9-1で勝利。6日後には、ブンデスリーガのシーズン開幕戦で1899ホッフェンハイムに3-1で勝利した。
リーグ戦を10位で終え、クラブが目標としていたヨーロッパの国際大会への出場権を得られなかったことから、2023年6月2日、1シーズン限りでの退任となった。

#### リーズ・ユナイテッド
2023年7月4日、再びイングランドに渡り、プレミアリーグからチャンピオンシップに降格したリーズ・ユナイテッドの監督に4年契約で就任。2025年5月、バーンリーと勝ち点100で並んだ末にチャンピオンシップを制し、自身3度目のEFL優勝でプレミアリーグ昇格に導いた。

## 監督成績
2025年5月8日現在
| 国               | チーム                    | 就任          | 退任          | 記録 | 記録 | 記録 | 記録 | 記録   |
| 国               | チーム                    | 就任          | 退任          | 試   | 勝   | 分   | 敗   | 勝率   |
| ---------------- | ------------------------- | ------------- | ------------- | ---- | ---- | ---- | ---- | ------ |
| ドイツの旗       | ボルシア・ドルトムント II | 2015年11月3日 | 2017年5月25日 | 56   | 29   | 21   | 6    | 051.79 |
| イングランドの旗 | ノリッジ・シティ          | 2017年5月25日 | 2021年11月6日 | 208  | 87   | 49   | 72   | 041.83 |
| ロシアの旗       | クラスノダール            | 2022年1月13日 | 2022年3月2日  | 0    | 0    | 0    | 0    | —      |
| ドイツの旗       | ボルシアMG                | 2022年6月4日  | 2023年6月2日  | 36   | 12   | 10   | 14   | 033.33 |
| イングランドの旗 | リーズ・ユナイテッド      | 2023年7月4日  |               | 104  | 61   | 25   | 18   | 058.65 |
| 合計             | 合計                      | 合計          | 合計          | 404  | 189  | 105  | 110  | 046.78 |

## タイトル

### クラブ
リップシュタット
- ヴェストファーレンリーガ（英語版） グループ1（2011-12）[5]
- オーバーリーガ・ヴェストファーレン（英語版）（2012-13）[5]

ノリッジ・シティ
- EFLチャンピオンシップ（2018-19[14]、2020-21[16]）

リーズ・ユナイテッド
- EFLチャンピオンシップ（2024-25）[31]

### 個人
- EFLチャンピオンシップ 月間最優秀監督（2018年11月、2024年1月、2024年2月、2024年12月、2025年2月）[11]
- EFLチャンピオンシップ シーズン最優秀監督（2020-21）[17]
- LMA チャンピオンシップ年間最優秀監督（2021）[32]